# 特諾里奧岩
62°28′S 59°44′W / 62.467°S 59.733°W
特諾里奧岩（Tenorio Rock），是南極洲的岩石，位於南設得蘭群島的格林尼治島，在1950年代由智利的水文地圖命名，現時由南極條約體系管理。